# 東國正韻
《東國正韻》（朝鮮語：동국정운）是於1448年（世宗30年）所頒布朝鮮第一本有關標準音的書，也是一本韻書。

## 背景說明
《東國正韻》於訓民正音頒布次年1447年陰曆9月完成，並於1448年陰曆11月頒布。編纂是由申叔舟、崔恒、成三問、朴彭年、李塏、姜希顔、李賢老、曹變安、金曾擔任。申叔舟亦於《東國正韻》中透露其著書的原由。《東國正韻》的名稱，取自相對於當時中國韻書《洪武正韻》（1375年）而言的東國（即韓國）標準韻書之意。

## 東國正韻式漢字音
《東國正韻》中標示的漢字音並非朝鮮半島歷來所使用的韓國漢字音，而是人為製定的。這種漢字音一般稱為東國正韻式漢字音。《東國正韻》的編纂者們認為實際使用的漢字音是有訛誤的，而以東國正韻式漢字音來標示理想中的標準漢字音。依據《東國正韻式》 序文，實際使用的漢字音「訛誤」條列如下：
1. 溪母（[kʰ]）大部分混入見母（[k]）。
2. 溪母一部分混入曉母（[x]）。
3. 沒有濁音聲母。
4. 四聲不分上聲和去聲。
5. 入聲中以[t]結尾者轉為以[l]結尾。
6. 舌頭音和舌上音、重唇音和輕唇音、齒頭音和正齒音不分。

## 外部連結
- 동국정운 권 1,6（東國正韻 卷1、6） （页面存档备份，存于） - 文化財廳 國家文化遺產Portal
- 동국정운（東國正韻） （页面存档备份，存于） - 文化財廳 國家文化遺產Portal
- 국가기록유산（國家記錄遺產） （页面存档备份，存于）
- 동국정운（東國正韻） （页面存档备份，存于）